# Nipponosialis jezoensis
Nipponosialis jezoensis là một loài côn trùng trong họ Sialidae thuộc bộ Megaloptera. Loài này được Okamoto miêu tả năm 1910.